# サン圏
サン圏（サンけん、フランス語: Cercle de San）は、マリ共和国の地方行政区画でサン州を構成する圏のひとつ。行政の中心地はサンにおかれる。下級単位のコミューンは2009年時点で25団体あり、2009年の統計で人口は334,911人を数える。
2023年2月22日、行政区画再編によりセグー州からサン州に移管され、一部のコミューンが分離した。

## コミューン
サン圏には2009年時点で以下のコミューンがある。2023年2月22日の行政区画再編により、シイは単独の圏に昇格し、カッソロラ、ソールーントゥーナなどのコミューンも新しい圏に移管となった。
- バラマンドゥーグー（fr:Baramandougou）
- ダー (マリ共和国)（fr:Dah (Mali)）
- ディアクールーナ（fr:Diakourouna）
- ディエリ（fr:Diéli）
- ジェグナ（fr:Djéguena）
- フィオン（fr:Fion (Mali)）
- カニエグー（fr:Kaniegué）
- カラバ (マリ共和国)（fr:Karaba (Mali)）
- カッソロラ（fr:Kassorola）
- カヴァ (マリ共和国)（fr:Kava (Mali)）
- モリバラ（fr:Moribala）
- ンゴア（fr:N'Goa）
- ニアマナ (サン圏)（fr:Niamana (San)）
- ニアッソ（fr:Niasso）
- ントロッゾ（fr:N'Torosso）
- オーロン (マリ共和国)（fr:Ouolon）
- サン (マリ共和国)（fr:San (Mali)）
- シアドゥーグー（fr:Siadougou）
- ソモ (サン圏)（fr:Somo (San)）
- ソールーントゥーナ（fr:Sourountouna）
- シイ (マリ共和国)（fr:Sy (Mali)）
- テネ（fr:Téné）
- テネニ（fr:Teneni）
- トゥーラコロンバ（fr:Tourakolomba）
- ワキ (マリ共和国)（fr:Waki (Mali)）